# Niels Peder Kristensen
Niels Peder Kristensen (Copenaghen, 2 marzo 1943 – Copenaghen, 6 dicembre 2014) è stato un entomologo danese.

## Biografia
Fu docente presso l'Università di Copenaghen, oltre che curatore delle collezioni del locale museo zoologico.
Si è contraddistinto per svariate ricerche e pubblicazioni riguardanti soprattutto la tassonomia e la morfologia dei lepidotteri più primitivi, tra cui le famiglie Micropterigidae e Agathiphagidae. A lui si deve l'attribuzione dello status di superfamiglia al genere Agathiphaga, descritto precedentemente da Dumbleton nel 1952.

## Pubblicazioni (elenco parziale)
- (EN) Kristensen, N. P., Rota, J. and Fischer, S., Notable plesiomorphies and notable specializations: head structure of the primitive "tongue moth" Acanthopteroctetes unifascia (Lepidoptera: Acanthopteroctetidae) (abstract), in Journal of Morphology, vol. 275, n. 2, Philadelphia, Pa, Wiley-Liss, febbraio 2014,  pp. 153-172, DOI:10.1002/jmor.20205, ISSN 0362-2525 (WC · ACNP), PMID 24127297, OCLC 2200304.
- Gibbs, GW & Kristensen, NP 2011,Agrionympha, the long-known South African jaw moths: a revision with descriptions of new species (Lepidoptera, Micropterigidae), Zootaxa , vol 2764, pp. 1-21.
- Djernæs, M & Kristensen, NP 2011, Derived morphology in a basal moth: The uniquely specialized sternum V glands of Agathiphaga., Arthropod Structure & Development , vol 40, pp. 559-569.
- Rota, J & Kristensen, NP 2011, Notes on taxonomic history, thoraco-abdominal articulation, and current placement of Miilieriidae (Insecta: Lepidoptera), Zootaxa , vol 3032, pp. 65-68.
- Hünefeld, F & Kristensen, NP 2010,The female postabdomen and internal genitalia of the basal moth genus Agathiphaga (Insecta: Lepidoptera: Agathiphagidae): Morphology and phylogenetic implications, Zoological Journal of the Linnean Society , vol 159, pp. 905-920.
- Kristensen, NP & Gaedike, R 2010, Extraordinary moths and an extraordinary moth researcher: An essay review of Gaden. S. Robinson's Biology, distribution and diversity of tineid moths, Nota Lepidopterologica , vol 33, pp. 3-8.
- Lees, DC, Rougerie, R, Zeller-Lukaschort, C & Kristensen, NP 2010,DNA mini-barcodes in taxonomic assignment: a morphologically unique new homoneurous moth clade from the Indian Himalayas described in Micropterix (Lepidoptera, Micropterigidae), Zoologica Scripta, vol 39, pp. 642-661.
- Kaaber, S , Kristensen, NP & Simonsen, TJ 2009, Sexual dimorphism and geographical male polymorphism in the ghost moth Hepialus humuli (Lepidoptera: Hepialidae): Scale ultrastructure and evolutionary aspects, European Journal of Entomology , vol 106, pp. 303-313.
- Kristensen, NP 2008, Early Lepidoptera evolution., Gesellschaft für Biologische Systematik Newsletter , vol 20, pp. 50-55.
- (EN) Kristensen, N. P., Scoble, M. J. & Karsholt, O., Lepidoptera phylogeny and systematics: the state of inventorying moth and butterfly diversity (PDF), in Zootaxa, vol. 1668, Auckland, Nuova Zelanda, Magnolia Press, 21 dicembre 2007,  pp. 699-747, ISSN 1175-5326 (WC · ACNP), OCLC 838570989.
- Faucheux, MJ , Kristensen, NP & Yen, S 2006,The antennae of neopseustid moths: Morphology and phylogenetic implications, with special reference to the sensilla (Insecta, Lepidoptera, Neopseustidae), Zoologischer Anzeiger , no. 245, pp. 131-142.
- Krenn, HW & Kristensen, NP 2004, Evolution of proboscis musculature in Lepidoptera, European Journal of Entomology , no. 10, pp. 565-575.
- Kristensen, NP & Simonsen, TJ 2003, Scale length/wing length correlation in Lepidoptera, Journal of Natural History , no. 37, pp. 673-679.
- Karsholt, O & Kristensen, NP 2003, Plesiozela , gen. nov. from temperate South America: apparent sister-group of the previously known Heliozelidae (Lepidoptera: Incurvarioidea: Heliozelidae), Invertebrate Systematics , no. 17, pp. 39-46.
- Kristensen, NP 2003, Reproductive organs, Lepidoptera:Moths and butterflies 2.Handbuch der Zoologie/Handbook of Zoology IV/36 pp. 427-447.
- Akai, H, Hakim, RS & Kristensen, NP 2003, Labial glands, silk and saliva, Lepidoptera: Moths and butterflies 2. Handbuch der Zoologie/Handbook of Zoology IV/36 pp. 377-388.
- Warrant, E, Kelber, A & Kristensen, NP 2003, Visual organs, Lepidoptera: Moths and butterflies 2.Handbuch der Zoologie/Handbook of Zoology IV/36 pp. 325-359.
- Barbehenn, RV & Kristensen, NP 2003, Digestive and excretory system, Lepidoptera: Moths and butterflies 2. Handbuch der Zoologie/Handbuch of Zoology IV/36 pp. 165-187.
- Hasenfuss, I & Kristensen, NP 2003, Skeleton and muscles: immatures, Lepidoptera: Moths and butterflies 2. Handbuch der Zoologie/Handbook of Zoology IV/36 pp. 133-164.
- Kristensen, NP 2003, Skeleton and muscles: adults, Lepidoptera: Moths and butterflies 2. Handbuch der Zoologie/Handbook of Zoology IV/36 pp. 39-131.
- Kristensen, NP & Simonsen, TJ 2003,'Hairs' and scales, Lepidoptera: Moths and butterflies2. Handbuch der Zoologie/Handbook of Zoology IV/36 pp. 9-22.
- Chauvin, G & Kristensen, NP 2003, Integument, Lepidoptera: Moths and butterflies 2. Handbook der Zoologie/Handbook of Zoology IV/36 pp. 1-8.
- Klass, K, Zompro, O , Kristensen, NP & Adis, J 2002, Mantophasmatodea: a new insect order with extant members in the Afrotropics, Science , no. 206, pp. 1456-1459.
- Klass, K & Kristensen, NP 2001,The ground plan and affinities of hexapods: recent progress and open problems, Ann. Soc. ent. France , no. 37, pp. 265-298.
- Simonsen, TJ & Kristensen, NP 2001,Agathiphaga wing vestiture revisited: evidence for complex early evolution of lepidopteran scales (Lepidoptera:Agathiphagidae), Insect Syst. Evol. , no. 32, pp. 169-175.
- Krenn, HW & Kristensen, NP 2000, Early evolution of the proboscis of Lepidoptera (Insecta): external morphology of the galea in basal glossatan moth lineages, with remarks on the origin of the pilifers, Zoologisher Anzeiger , no. 239, pp. 179-196.
- Kristensen, NP 1999, Phylogeny of endopterygote insects, the most successful lineage of living organisms, Eur. J. Entomol. , no. 96, pp. 237-254.
- Carter, D & Kristensen, NP 1998, Classification and keys to higher taxa. Lepidoptera: Moths and Butterflies 1, Handbuch der Zoologie/Handbook of Zoology IV , no. 35, pp. 27-40.
- Kristensen, NP 1998, Historical Account. Lepidoptera: Moths and butterflies 1, Handbuch der Zoologie/Handbook of Zoology IV , no. 35, pp. 1-5.
- Kristensen, NP 1998,The non-glossatan moths. Lepidoptera: Moths and butterflies 1, Handbuch der Zoologie/Handbook of Zoology IV , no. 35, pp. 41-49.
- Kristensen, NP & Skalski, A 1998, Palaeontology and phylogeny. Lepidoptera: Moths and butterflies 1, Handbuch der Zoologie/Handbook of Zoology IV , no. 35, pp. 7-25.
- Kristensen, NP 1998,The homoneurous Glossata. Moths and butterflies 1, Handbuch der Zoologie/Handbook of Zoology IV , no. 35, pp. 51-63.
- Gentili, P, Horak, M , Kristensen, NP & Nielsen, E 1998,The Cossoidea and Sesioidea. Moths and buterflies 1, Handbuch der Zoologie/Handbook of Zoology IV , no. 35, pp. 181-197.
- Dugdale, J , Kristensen, NP , Robinson, G & Scoble, M 1998,The Yponomeutoidea. Lepidoptera: Moth and butterflies 1, Handbook der Zoologie/Handbook of Zoology IV , no. 35, pp. 119-130.
- Dugdale, J , Kristensen, NP , Robinson, G & Scoble, M 1998,The smaller microlepidoptera-grade superfamilies: Lepidoptera: Moths and butterflies 1, Handbook der Zoologie/Handbook of Zoology IV , no. 35, pp. 217-232.
- Kristensen, NP & Nielsen, E 1998,Heterobathmia valvifer n.sp.: A moth with large apparent "ovipositor valves" (Lepidoptera, Heterobathmiidae), Steenstrupia , no. 24, pp. 141-156.
- Kristensen, NP 1997, Early evolution of the Trichoptera + Lepidoptera lineage: phylogeny and the ecological scenario, Mémoires du Muséum d´histoire Naturelle , no. 173, pp. 253-271.
- Kristensen, NP 1997,The ground plan and basal diversification of the hexapods, Arthropod Relationships Chapman, London, pp. 281-293.
- (EN) Nielsen, E. S. & Kristensen, N. P., The Australian moth family Lophocoronidae and the basal phylogeny of the Lepidoptera-Glossata (abstract), in Invertebrate Taxonomy, vol. 10, n. 6, Melbourne, CSIRO, 1996,  pp. 1199-1302, DOI:10.1071/IT9961199, ISSN 0818-0164 (WC · ACNP), OCLC 842755705.
- Kristensen, NP , Karsholt, O, Davis, DR & Nielsen, E 1995,A revision of the genus Ogygioses (Lepidoptera: Palaeosetidae), Invertebrate Systematics , no. 9, pp. 1231-1263.
- Kristensen, NP 1995, Forty years insect phylogenetic systematics. Hennig's "Kritische Bemerkungen..." and subsequent developments, Zool. Beitr. N.F. , no. 36, pp. 83-124.
- Kristensen, NP & Nielsen, ES 1994,Osrhoes coronta Druce, the New World palaeosetid moth: A reappraisal, with description of a new type of female genital apparatus (Lepidoptera, Exoporia), Insect Systematics and Evolution , no. 24, pp. 391-406.
- Kristensen, NP , Karsholt, O & Kozlov, MV 1994,Eriocrania cicatricella (Zetterstedt, 1839) the correct name of the moth currently known as Eriocrania haworthi Bradley, 1966 (Lepidoptera: Eriocraniidae), Entomologiske Meddelelser , no. 62, pp. 91-93.
- Kristensen, NP , Melzer, RR & Paulus, HF 1994,The Larval Eye of Nannochoristid Scorpionflies (Insecta, Mecoptera), Acta Zoologica , no. 75, pp. 201-208.
- Kristensen, NP 1992, Biodiversity in a Changing World, Naturens Verden , no. 11-12, pp. 420-421.
- Kristensen, NP 1991, Morphology of the lowest Lepidoptera - Glossata: Recent progress and unforeseen problems, Bull. Sugadaira Montane Res.Cen. , no. 11, pp. 105-106.
- Kristensen, NP 1991,The trunk integument of zeuglopteran larvae: One of the most aberrant arthropod cuticles known (Insecta, Lepidoptera), Bull. Sugadaira Montane Res.Cen. , no. 11, pp. 101-102.
- Kristensen, NP 1991, Phylogeny of extant hexapods, The Insects of Australia Melbourne University Publishing, Melbourne, pp. 126-140.
- (EN) Kristensen, N. P., Morphology and phylogeny of the lowest Lepidoptera-Glossata: Recent progress and unforeseen problems (PDF), in Bulletin of the Sugadaira Montane Research Centre, vol. 11, University of Tsukuba, 1991,  pp. 105-106, ISSN 09136800 (WC · ACNP), OCLC 747190906.
- Kristensen, N.P. 1990: The trunk integument of zeuglopteran larvae: One of the most aberrant arthropod cuticles known (Insecta, Lepidoptera). Bull. Sugadaira Montane Res. Cen. 11: 101-102
- Nielsen, E.S. & Kristensen, N.P. 1989: Primitive Ghost Moths. Monogr. Aust. Lepid. 1, 206 pp.
- Kristensen, N.P. 1989: Insect phylogeny based on morphological evidence. Pp 295-306 in Fernholm, B.et al. (eds): The Hierarchy of Life. Molecules and Morphology in Phylogenetic Analysis. Amsterdam: Elsevier.
- Kristensen, N.P. 1989: The New Zealand scorpionfly (Nannochorista philpotti comb.n.): wing morphology and its phylogenetic significance. Z. zool. Syst. Evolut.-forsch. 27: 106-114.
- Kristensen, N.P. 1985: Sommerfuglenes storsystematik/The higher classification of Lepidoptera. Pp. 6-20 in Schnack, K. (red./ed.) Katalog over de danske sommerfugle/Catalogue of the Lepidoptera of Denmark. - Ent. Meddr. 52.
- Kristensen, N.P. 1984: Studies on the morphology and systematics of primitive Lepidoptera. Steenstrupia 10: 141-191.
- Kristensen, N.P. 1984: The male genitalia of Agathiphaga (Lepidoptera, Agathiphagidae) and the lepidopteran ground plan. Ent. scand. 15.
- Kristensen, N.P. 1984: The larval head of Agathiphaga (Lepidoptera Agathiphagidae) and the lepidopteran ground plan. Syst. ent. 9: 63-81.
- Kristensen, N.P. 1984: The pregenital abdomen of the Zeugloptera (Lepidoptera). Steenstrupia 10: 113-136.
- Kristensen, N.P. 1984: Respiratory system of the primitive moth Micropterix calthella (Linnaeus) Lepidoptera: Micropterigidae). Int. J. Insect. Morph. Embryol. 13: 137-156.
- Kristensen, N.P. 1984: Skeletomusc ular anatomy of the male genitalia of Epimartyria (Lepidoptera: Micropterigidae). Ent. scand. 15: 97-112.
- (EN) Kristensen, N. P. and Nielsen, E. S., The Heterohathmia life history elucidated: immature stages contradict assignment to suborder Zeugloptera (Insecta, Lepidoptera) (abstract), in Zeitschrift für zoologische Systematik und Evolutionsforschung / Journal of zoological systematics and evolutionary research, vol. 21, n. 2, Berlino / Oxford, Wissenschafts-Verlag / Blackwell, giugno 1983,  pp. 101-124, DOI:10.1111/j.1439-0469.1983.tb00280.x, ISSN 0044-3808 (WC · ACNP), LCCN 67033427, OCLC 5154109886.
- (EN) Kristensen, N. P. and Nielsen, E. S., South American micropterigid moths: two new genera of the Sabatinca-group (Lepidoptera: Micropterigidae) (abstract), in Insect Systematics & Evolution, vol. 13, n. 4, Stenstrup, Danimarca e Leida, Paesi Bassi, Apollo Books e Brill, 1982,  pp. 513-529, DOI:10.1163/187631282X00318, ISSN 1399-560X (WC · ACNP), LCCN 00252879, OCLC 5672456968.
- Henriksen, H.J. & Kristensen, N.P. 1982: Dagsommerfuglen Colias alfacariensis, en nyopdaget strejfgæst i Danmark (Lepidoptera: Pieridae). Ent. Meddr. 49: 123-131.
- Kristensen, N.P. 1982: Splitting or widening: remarks on the taxonomic treatment of paraphyletic taxa. Ann. Zool. Fennici 19: 201-202.
- Kristensen, N.P. & Nielsen, E.S. 1981: Double-tube proboscis configuration in neopseustid moths (Lepidoptera: Neopseustidae). Int. J. Insect Morph. Embryol. 10: 483-486.
- Kristensen, N.P. & Nielsen, E.S. 1981: Intrinsic proboscis musculature in nonditrysian Lepidoptera-Glossata: Structure and phylogenetic significance. Pp. 299-304 in Cederholm, L. (ed.): Advances in insect systematics and phylogeny. Ent. scand. Suppl. 15: 299-304.
- Kristensen, N.P. & Nielsen, E.S. 1981: Abdominal nerve cord configuration in adult non-ditrysian Lepidoptera. Int. J. Insect Morph. Embryol. 10: 89-91.
- Kristensen, N.P. 1981: Phylogeny of insect orders. A. Rev. Ent. 26: 135-157.
- Kristensen, N.P. 1981: Amphiesmenoptera. Trichoptera. Lepidoptera. [Revisionary notes] Pp. 325-330, 412-415 in Hennig, W.: Insect Phylogeny (Pont & Schlee eds). Chichester, New York, Brisbane, Toronto: John Wiley & Sons.
- Kristensen, N.P. 1980: Sphinx andrenaeformis Laspeyres, 1801 (Insecta, Lepidoptera): Proposed conservation. Z.N.(S) 2139. Bull. zool. Nomenclat. 37: 156-15.
- Kristensen, N.P. 1980: Sphinx tipuliformis Clerck, 1759 (Insecta, Lepidoptera): Proposed conservation. Z.N.(S) 2138. Bull. zool. Nomenclat. 37: 154-156.
- Kristensen, N.P. & Nielsen, E.S., 1980: The ventral diaphragm of primitive (nonditrysian) Lepidoptera. A morphological and phylogenetic study. Z. zool. Syst. Evolut.-forsch. 18: 123-146.
- (EN) Kristensen, N. P. and Nielsen, E. S., A new subfamily of micropterigid moths from South America. A contribution to the morphology and phylogeny of the Micropterigidae, with a generic catalogue of the family (Lepidoptera: Zeugloptera), in Steenstrupia, vol. 5, n. 7, Copenaghen, Københavns universitet. Zoologisk museum, 1979,  pp. 69-147, ISSN 0375-2909 (WC · ACNP), LCCN 78641716, OCLC 863538079.
- Kristensen, N.P. 1979: [Nekrolog/Obituary] W. van Deurs. Lepidoptera NS 3: 191-192, 1979.
- Heath, J., Kristensen, N.P. & Nielsen, E.S. 1979: On the identity of Tinea tunbergella Fabricius, 1987 and Tinea thunbergella Fabricius, 1794 (Lepidoptera: Micropterigidae, Gracillariidae). Ent. scand. 10: 9-12.
- Kristensen, N.P. 1979: [Review of] H. Bruce Boudreaux: Arthropod Phylogeny with Special Reference to Insects. Syst Zool. 28: 638-643.
- Kristensen, N.P. 1979: The Mnesarchaea proboscis, a correction. Ent. Gen. 5: 267-268.
- Kristensen, N.P. 1978: A new familia of Hepialoidea from South America, with remarks on the phylogeny of the suborder Exoporia (Lepidoptera). Ent. Germ. 4: 272-294.
- Kristensen, N.P. 1978: Ridge dimorphism and second-order ridges on wing scales in Lepidoptera: Exoporia. Int. J. Insect.Morph. Embryol. 7: 297-299.
- Kristensen, N.P. 1978: Observations on Anomoses hylecoetes (Anomosetidae), with a key to the hepialoid families (Insecta, Lepidoptera). Steenstrupia 5: 1-19.
- Kristensen, N.P. 1978: Phylogenetic methodology in hexapod high-level systematics: Results and perspectives. Norw. J. Ent. 25: 84-85.
- Kristensen, N.P. 1976: A redescription of the male genital morphology of Paramartyria immaculatella (Insecta, Lepidoptera, Micropterigidae). Steenstrupia 4: 27-32.
- Kristensen, N.P. 1976: Remarks on the family-level phylogeny of butterflies (Insecta, Lepidoptera, Rhopalocera). Z. zool. Syst. Evol.-forsch. 14: 25-33.
- Kristensen, N.P. 1975: The phylogeny of hexapod "orders". A critical review of recent accounts. Z. zool. Syst. Evolut.-forsch. 13: 1-44.
- Kristensen, N.P. 1975: On the evolution of wing transparency in Sesiidae (Lepidoptera). Vid. Meddr da. Nat. Foren. 137: 125-134.
- Fibiger, M. & Kristensen, N.P. 1974: The Sesiidae (Lepidoptera) of Fennoscandia and Denmark. Fauna ent. Scand. 2, 91 pp.
- (EN) Birket-Smith, J. and Kristensen, N. P., The Skeleto-Muscular Anatomy of the Genital Segments of Male Eriocrania (Insecta: Lepidoptera) (abstract), in Zeitschrift für Morphologie und Ökologie der Tiere, vol. 77, n. 2, Berlino - New York, Springer-Verlag, 1974,  pp. 157-174, DOI:10.1007/BF00374214, ISSN 1432-234X (WC · ACNP), OCLC 1770497.
- Achtelig, M. & Kristensen, N.P. 1974: A re-examination of the relationships of the Raphidioptera (Insecta). Z. zool.Syst.Evol.-forsch. 11: 268-274.
- Kristensen, N.P. 1972: Et fund af Dysgonia algira i Danmark (Noctuidae). Lepidoptera N.S. 2: 106-107.
- Kristensen, N.P. 1972: Sommerfuglenes stilling i insekt-systemet. Lepidoptera N.S. 2: 61-67.
- Kristensen, N.P. 1971: Dagsommerfuglenes storsystematik. En oversigt over nyere undersøgelser. Ent.Meddr 39: 201-233.
- Kristensen, N.P. 1971: Sikre bestemmelseskarakterer hos hunnerne af Adopaea lineola og A. flava (Lep., Hesperiidae). Ent. Meddr 39: 133-136.
- Kristensen, N.P. 1971: Et sjællandsk eksemplar af Nymphalis xanthomelas (Lep., Nymphalidae). Ent. Meddr 39: 129-132.
- Kristensen, N.P. 1971: The systematic position of the Zeugloptera in the light of recent anatomical investigations. Proc. XIIIth Int.Congr.Ent. Moscow 1968 1: 261.
- Kristensen, N.P. 1970: Systematisk Entomologi. København: Munksgaard, 173 pp.
- (EN) Kristensen, N. P., Morphological Observations on the Wing Scales in Some Primitive Lepidoptera (Insecta) (abstract), in Journal Ultrastructure Research, vol. 30, n. 3-4, New York, Academic Press, febbraio 1970,  pp. 402-410, DOI:10.1016/S0022-5320(70)80071-5, ISSN 0022-5320 (WC · ACNP), OCLC 1680952.
- (EN) Kristensen, N. P., The Anatomy of the Head and the Alimentary Canal of Adult Eriocraniidae (Lep., Dacnonypha), in Entomologiske Meddelelser, vol. 36, Copenaghen, Entomologisk Forening, 1968,  pp. 239-315, ISSN 0013-8851 (WC · ACNP), OCLC 1568046.
- Kristensen, N.P. 1968: The skeletal anatomy of the heads of adult Mnesarchaeidae and Neopseustidae (Lep., Dacnonypha). Ent. Meddr 36: 137-151.
- (EN) Kristensen, N. P., The Morphological and Functional Evolution of the Mouthparts in Adult Lepidoptera (abstract), in Opuscula Entomologica, vol. 33, Lund, Entomologiska sällskapet, 1968,  pp. 69-72, ISSN 0375-0205 (WC · ACNP), LCCN 70020995, OCLC 1761351.
- Kristensen, N.P. 1967: A Note on Chapmania kaltenbachi sensu Hering 1932 (Lep., Eriocraniidae). Ent. Meddr 35: 346-348.
- Kristensen, N.P. 1967: Erection of a new family in the Lepidopterous sub-order Dacnonypha. Ent. Meddr 35: 341-345.
- Kristensen, N.P. 1966: Om sæsondimorfien hos Plusia chrysitis (L.) (Lepidoptera, Noctuidae). Flora & Fauna 1966: 155-158.
- Kristensen, N.P. 1966: Notes on Sterrha ochrata, a moth new to the Danish fauna (Lep., Geometridae). Ent. Meddr 34: 214-220.
- Kristensen, N.P. 1966: On the subgeneric position of Orthosia porosa (Lep., Noctuidae). Ent. Meddr 34: 211-213.
- Kristensen, N.P. 1965: Cikaden Eupteroidea stellulata (Burmeister 1841) i Danmark. (Hemiptera, Cicadellidae). Flora & Fauna 1965: 81-82.